# PGC 2225235
LEDA/PGC 2225235 ist eine Galaxie im Sternbild Herkules am Nordsternhimmel, die schätzungsweise 843 Millionen Lichtjahre von der Milchstraße entfernt ist. Im selben Himmelsareal befinden sich u. a. die Galaxien NGC 6323, NGC 6327, NGC 6329, NGC 6332.